# 쿠알라룸푸르 시티 FC
쿠알라룸푸르 FA(말레이어: Kuala Lumpur Football Association)는 말레이시아 수도 쿠알라룸푸르를 연고지로 하는 프로 축구단이다.
노행석 선수가 이 곳으로 임대되어 뛰고 있다.

## 선수 명단

### 현역
참고: FIFA 자격 규정에 따라 소속된 국가대표팀 국기를 표시합니다. 선수는 복수의 FIFA 비회원국 국적을 가지고 있을 수 있습니다.
| 번호 | 포지션 | 국적                  | 이름                  |
| ---- | ------ | --------------------- | --------------------- |
| 1    | GK     | 뉴질랜드              | 로튼 그린             |
| 5    | DF     | 몬테네그로            | 아드리얀 루도비치     |
| 7    | MF     | 보스니아 헤르체고비나 | 조반 모티카           |
| 9    | DF     |                       | 지안카를로 갈리푸오코 |
| 11   | FW     | 필리핀                | 파트릭 라이셸트       |
| 14   | MF     | 세르비아              | 라자르 사이치치       |
| 23   | MF     | 잉글랜드              | 니콜라스 스위라드     |
| 28   | MF     | 말레이시아            | 파울루 주에           |

| 번호 | 포지션 | 국적 | 이름 |
| ---- | ------ | ---- | ---- |

## 우승 기록
- 말레이시아 FA컵 (3회) - 1993, 1994, 1999
- 말레이시아 컵 (4회) - 1987, 1988, 1989, 2021
- 피알라 숨방시 (3회) - 1988, 1995, 2000